# Kütahya
Kütahya je město v Turecku, hlavní město stejnojmenné provincie v Egejském regionu. V roce 2009 zde žilo 212 444 obyvatel. Ve městě sídlí Kütahya Dumlupınar Üniversitesi založená v roce 1992 (patří tak mezi nejmladší vysoké školy v zemi). V současnosti na univerzitě studuje více než 25 000 studentů.